# Nastro d’argento
Nastro d’argento (tłum. srebrna taśma) – włoska nagroda filmowa przyznawana od 1946 przez Włoski Narodowy Syndykat Dziennikarzy Filmowych, wręczana tradycyjnie w Amfiteatrze w Taorminie, przyznawana w blisko trzydziestu kategoriach.

## Historia

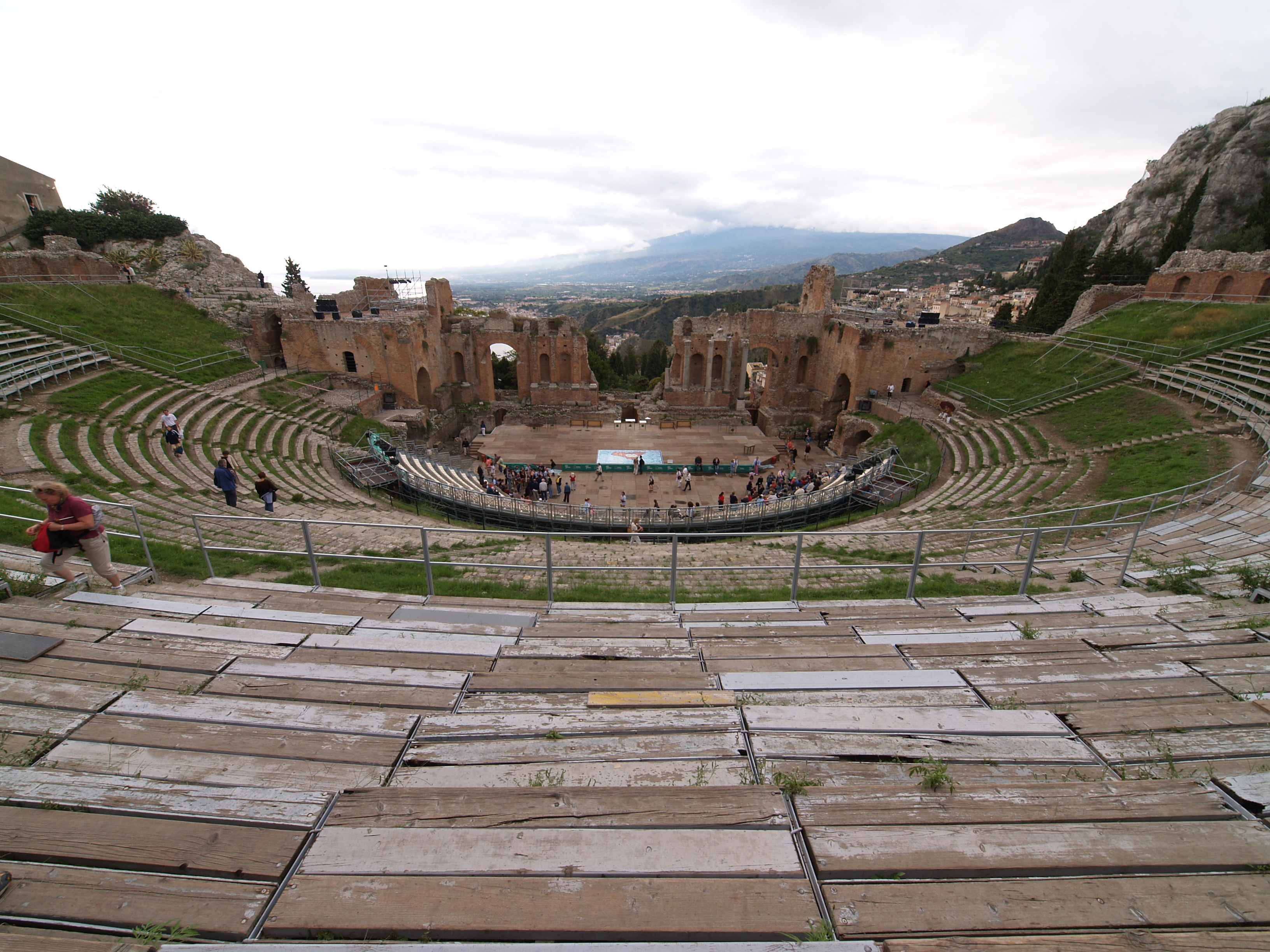
Amfiteatr w Taorminie (2006)

Druga w kolejności chronologicznej nagroda filmowa po Oscarach, została przyznana pierwszy raz w 29 lipca 1946 w Rzymie w Hotel de Russie. Jest swego rodzaju świadkiem rozwoju kinematografii włoskiej po II wojnie światowej. Nastro przyznają dziennikarze skupieni we Włoskim Narodowym Syndykacie Dziennikarzy Filmowych (wł. Sindacato nazionale giornalisti cinematografici italiani, SNGCI). W grupie stanowiącej pierwsze jury byli m.in.: Michelangelo Antonioni, Stefano Vanzina, Antonio Pietrangeli, Anton Giulio Majano. Gale odbywały się w różnych miejscach: w Rzymie, Mediolanie, Florencji. Od 2000 nagrody przyznawane są podczas gali odbywającej się antycznym teatrze w Taorminie na Sycylii. Pierwszym filmem, który nagrodzony został Srebrną taśmą, był obraz Roberta Rosselliniego z 1945 Rzym, miasto otwarte.
Nagradzane na przestrzeni lat filmy, były niejednokrotnie kamieniami milowymi, ukazującymi rozwój kinowych poszukiwań reżyserów włoskich, od powojennego neorealizmu do współczesnego postmodernizmu. Wśród znanych poza Włochami filmów nagrodzonych Srebrną taśmą wymienić można: Proces przeciwko miastu Luigiego Zampy z 1952, Ewangelię według świętego Mateusza z 1964 Pier Paola Pasoliniego, Amarcord z 1973 Federico Felliniego, Historię zwykłego szaleństwa z 1981 Marco Ferreriego, Dziennik intymny z 1993 Nanniego Morettiego, Okna z 2003 Ferzana Özpetka, Klucze do domu z 2004 Gianniego Amelio.

## Kategorie
Aktualnie nagrody przyznawane są w następujących kategoriach:
- reżyser najlepszego filmu
- reżyser najlepszego filmu obcego (do 2006)
- najlepsza komedia (od 2009)
- najlepszy reżyser debiutujący (od 1972)
- najlepszy producent
- najlepsze materiały do scenariusza
- najlepszy scenariusz (od 1948)
- najlepszy aktor pierwszoplanowy
- najlepsza aktorka pierwszoplanowa
- najlepszy aktor drugoplanowy
- najlepsza aktorka drugoplanowa
- najlepsze zdjęcia
- najlepsza scenografia
- najlepsze kostiumy (od 1953)
- najlepsza ścieżka dźwiękowa (od 1947)
- najlepsza piosenka ze ścieżki dźwiękowej (od 1999)
- najlepszy montaż
- najlepsza rejestracja dźwięku (od 2002)
- najlepszy dyrektor castingu (od 2014)
- najlepszy film europejski (od 2007 do 2012)
- najlepszy film pozaeuropejski (od 2007 do 2012)
- najlepszy film dokumentalny
- najlepszy film dokumentalny o kinie
- najlepszy film krótkometrażowy
- najlepszy film w technice 3D (rok 2010)
- Srebrna taśma za całokształt
- Specjalna Srebrna taśma
- Europejska Srebrna taśma
- Nagroda im. Guglielma Biraghiego dla młodych talentów (od 2001)